# Richmond, Ohio
Richmond là một làng thuộc quận Jefferson, tiểu bang Ohio, Hoa Kỳ. Năm 2010, dân số của làng này là 481 người.

## Dân số
- Dân số năm 2000: 471 người.
- Dân số năm 2010: 481 người.